# 广角镜

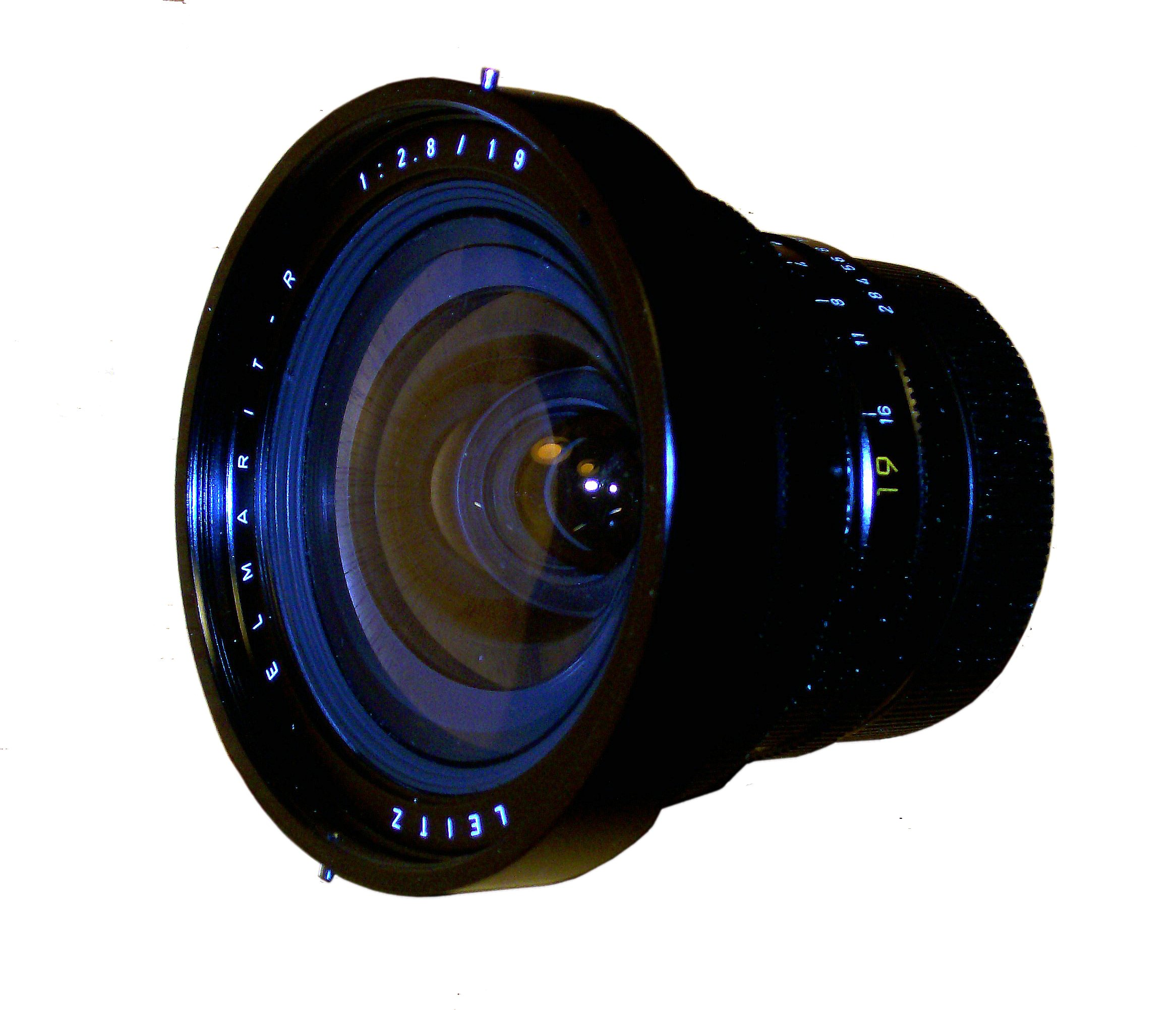
LEICA 19毫米 超广角镜头

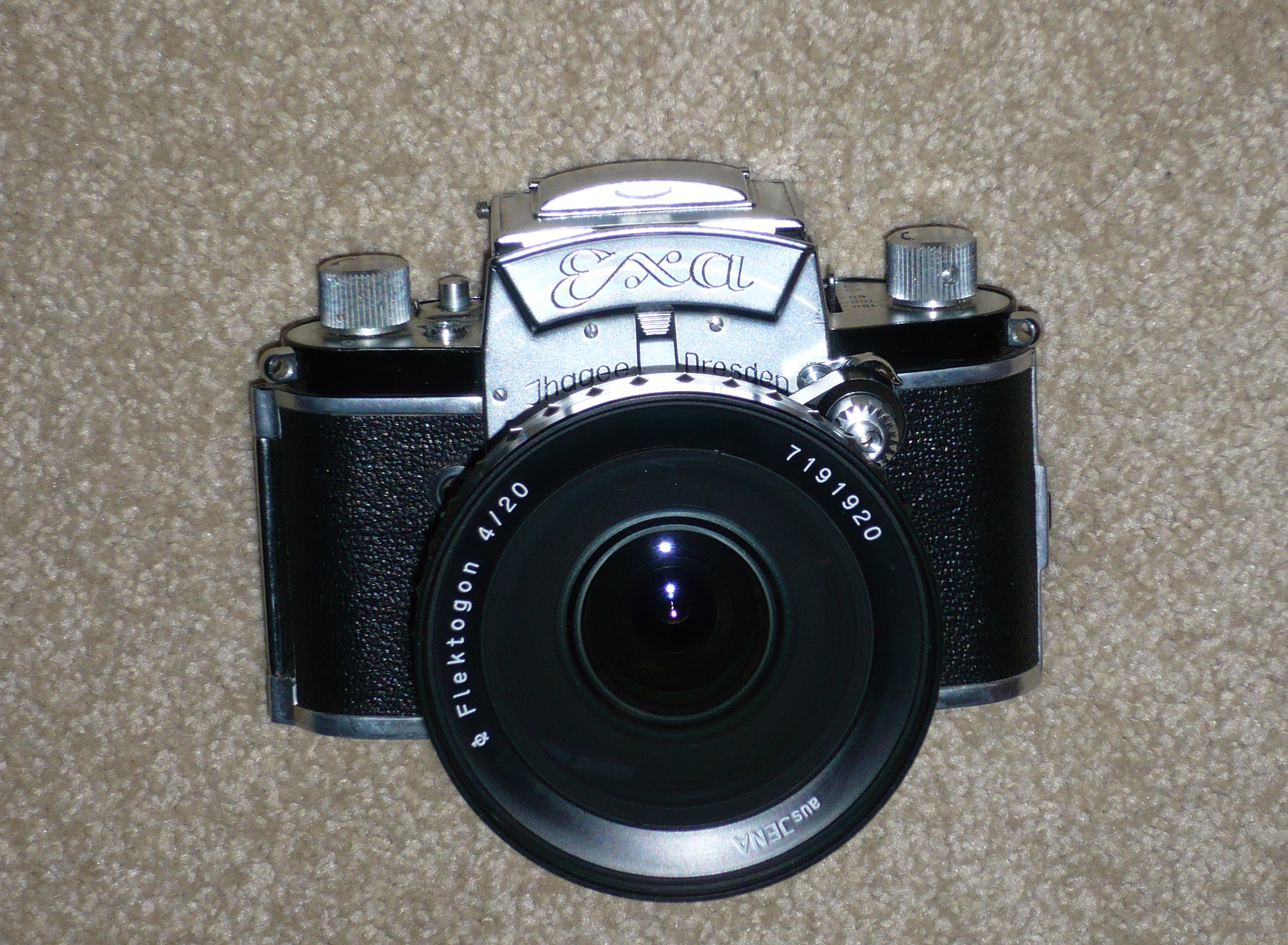
CZJ Flektogon 20mm /4 蔡司20毫米超广角镜头

廣角鏡頭的焦距短於標準鏡頭，視角寬於人眼。一般35毫米照相机的广角镜焦距是28毫米-35毫米，視角在76度-64度之间。广角镜视野宽阔，景深長，用於一般的隨影（snap-shot）和普通風景攝影。焦距範圍在15毫米-24毫米，視角在110度-84度之间，則為超广角镜头。接近甚至大於180度角以上者為魚眼鏡頭。
在智能手机上，主摄镜头一般称为“广角镜头”，最常见的等效焦距是24mm。这主要是便于宣传，因为其一般有另一个视角更广的镜头，那一个称为超广角镜头。
廣角鏡頭、超廣角鏡頭最為人詬病之處是其嚴重的桶狀變形（Barrel Distortion），或稱為負型扭曲（Negative Distortion）。方形物體的影像會變成四角向內收縮，邊線中段則向外凸出，好像一個木桶，因此被稱為桶狀變形。畸變的原因是由於透鏡對色光的彎曲能力不同，使成像點與光軸距離不同，其側向放大率亦隨之不同所造成，結果就是實際成像與理想影像之間有像差（Abbreviation）。例如，拍攝團體照，站在兩旁的人，人臉會無法克制的變形。人們可以使用Photoshop等影像繪圖軟體做簡單的校正，多少彌補一下變形的問題。
相對於廣角鏡頭的桶帳變形，長焦段鏡頭或變焦鏡的望遠端時，則可能發生枕狀變形（Pincushion Distortion）或稱為正型扭曲（Positive Distortion），方形物體的影像會變成四邊向內凹陷，四個邊角突出，像一個枕頭。
蔡司的16毫米 HOLOGON  鏡頭是個例外， 它有110度的廣闊視角，但是完全沒有變形。暫時最廣角的無變形鏡頭，為老蛙 （页面存档备份，存于）（Venus Optics （页面存档备份，存于））的12mm f/2.8 Zero-D （页面存档备份，存于）鏡頭，視角達122°。